# Пјаначе (Терамо)
Пјаначе (итал. Pianacce) је насеље у Италији у округу Терамо, региону Абруцо.
Према процени из 2011. у насељу је живело 799 становника. Насеље се налази на надморској висини од 230 м.